# Lebiasina multimaculata
Lebiasina multimaculata es una especie de peces de la familia Lebiasinidae en el orden de los Characiformes.

## Morfología
Los machos pueden llegar alcanzar los 15 cm de longitud total.

## Hábitat
Es un pez de agua dulce y de  clima tropical (23 °C-27 °C).

## Distribución geográfica
Se encuentran en Sudamérica: suroeste de Colombia.